# Lund, Skellefteå kommun
För andra betydelser, se Lund (olika betydelser).
Lund är en bebyggelse i Skellefteå kommun, Västerbottens län. Den är belägen strax sydväst om tätorten Skellefteå söder om Skellefteälven  i Skellefteå socken. Området avgränsades före 2015 till en småort för att därefter räknas som en del av tätorten Skellefteå.